# Xã Oliver, Quận Kalkaska, Michigan
Xã Oliver (tiếng Anh: Oliver Township) là một xã thuộc quận Kalkaska, tiểu bang Michigan, Hoa Kỳ. Năm 2010, dân số của xã này là 281 người.